# Liste der Biografien/Bela
Liste der Biografien |
Portal Biografien |
Personensuche
# |
A |
B |
C |
D |
E |
F |
G |
H |
I |
J |
K |
L |
M |
N |
O |
P |
Q |
R |
S |
T |
U |
V |
W |
X |
Y |
Z |
?
 
Ba |
Be |
Bd |
Bg |
Bh |
Bi |
Bj |
Bl |
Bm |
Bn |
Bo |
Br |
Bs |
Bu |
Bw |
By |
Bz
 
Bea–Beb |
Bec |
Bed |
Bee |
Bef |
Beg |
Beh |
Bei |
Bej |
Bek |
Bel |
Bem |
Ben |
Beo |
Bep |
Beq |
Ber |
Bes |
Bet |
Beu |
Bev |
Bew |
Bex |
Bey |
Bez
 
Bela |
Belb |
Belc |
Beld |
Bele |
Belf |
Belg |
Belh |
Beli |
Belj |
Belk |
Bell |
Belm |
Beln |
Belo |
Belp |
Belq |
Belr |
Bels |
Belt |
Belu |
Belv |
Belw |
Bely |
Belz
Die Liste der Biografien führt alle Personen auf, die in der deutschsprachigen Wikipedia einen Artikel haben. Dieses ist eine Teilliste mit 84 Einträgen von Personen, deren Namen mit den Buchstaben „Bela“ beginnt.

## Bela
- Bela B (* 1962), deutscher Rocksänger und SchlagzeugerBela B (* 1962)

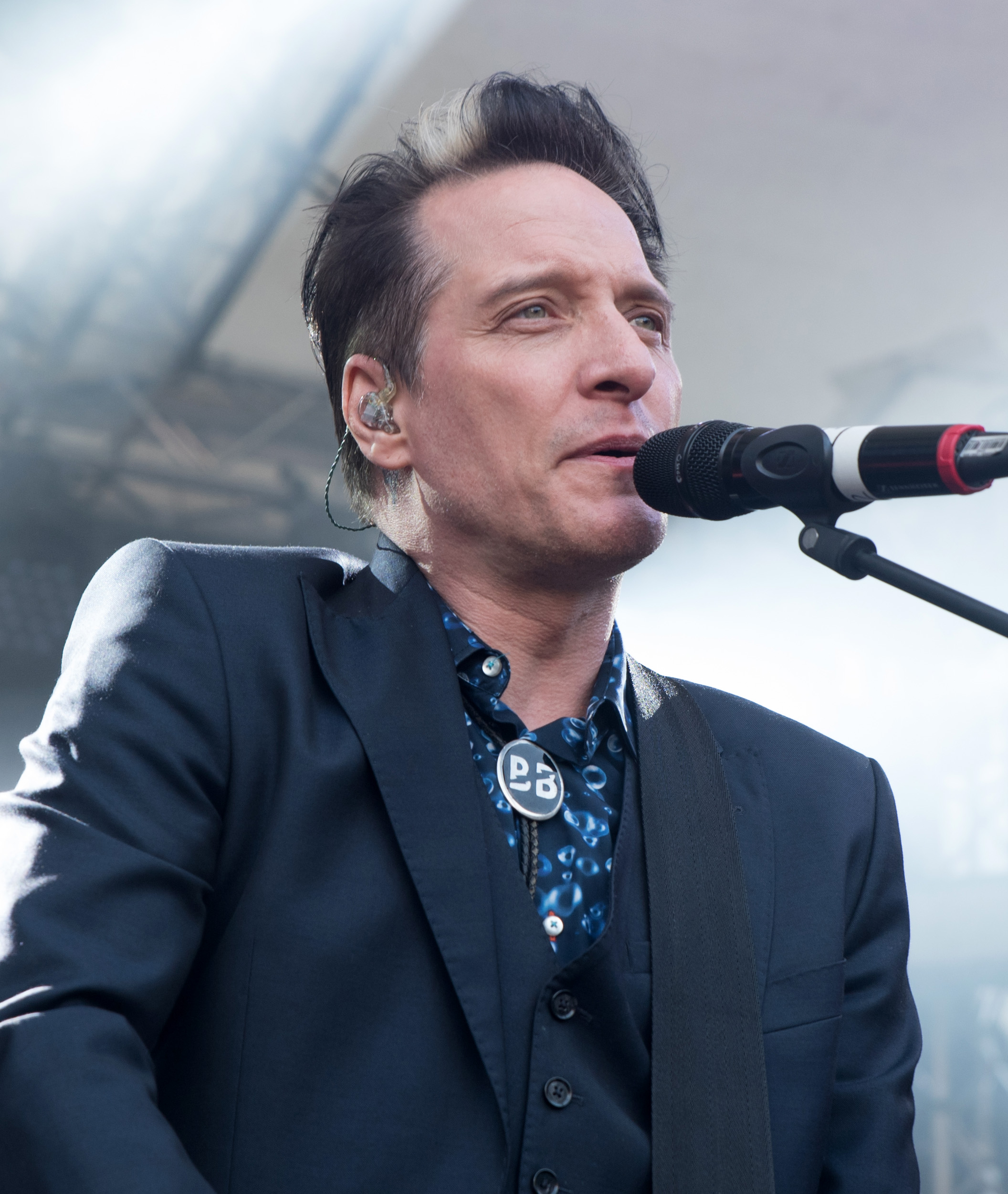
Bela B (* 1962)

- Béla I. († 1063), ungarischer König (ab 1060/61)
- Béla II. († 1141), König von Ungarn
- Béla III. († 1196), ungarischer König Béla III. (1172–1196)
- Béla IV. (1206–1270), König von Ungarn, König von Kroatien
- Béla, Dajos (1897–1978), russischer Geiger und Tanzkapellenleiter
- Bela, Dalila (* 2001), kanadische Schauspielerin
- Bela, Jérémie (* 1993), angolanisch-französischer Fußballspieler
- Bela, Małgosia (* 1977), polnische Schauspielerin

### Belac
- Belachew, Agrie (* 1999), äthiopische Hindernisläuferin
- Belack, Doris (1926–2011), US-amerikanische Film- und Theaterschauspielerin

### Belad
- Belady, Laszlo (1928–2021), ungarisch-amerikanischer Informatiker

### Belaf
- Bélafi, Béla, deutscher Verwaltungsjurist und politischer Beamter (CDU)
- Belafonte, Harry (1927–2023), US-amerikanischer Sänger, Schauspieler, Entertainer und Bürgerrechtler
- Belafonte, Shari (* 1954), US-amerikanische Schauspielerin

### Belag
- Belaga, Abraham (* 1986), französischer Schauspieler

### Belah
- Belahyane, Reda (* 2004), marokkanisch-französischer Fußballspieler

### Belai
- Belaïd, Chokri (1964–2013), tunesischer Jurist und Politiker
- Belaïd, Slaheddine (* 1939), tunesischer Politiker und Bauingenieur
- Belaid, Tijani (* 1987), tunesischer Fußballspieler
- Belaïdi, Alice (* 1987), französische SchauspielerinAlice Belaïdi (* 1987)

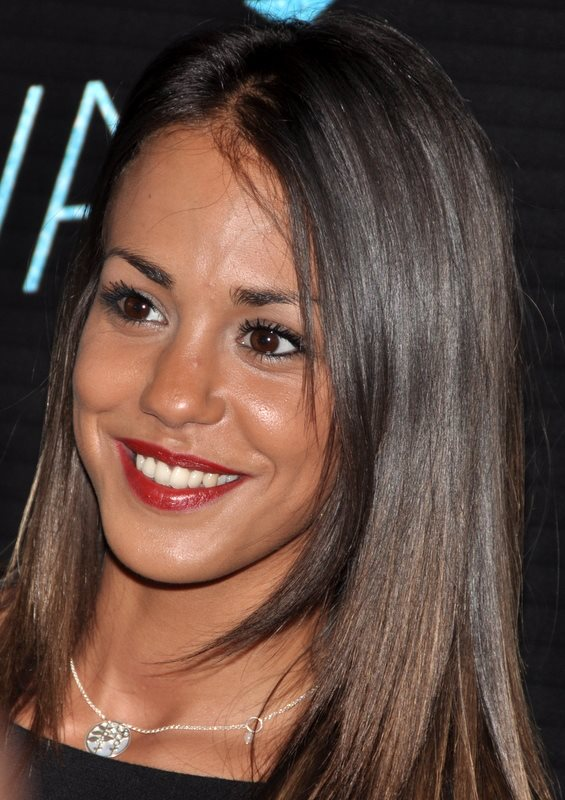
Alice Belaïdi (* 1987)

- Belaïli, Youcef (* 1992), algerischer Fußballspieler
- Belain d’Esnambuc, Pierre (1585–1636), französischer Freibeuter, Gouverneur von St. Kitts
- Belair, Bianca (* 1989), US-amerikanische Wrestlerin
- Belaise, Eva (1927–2008), italienische Schwimmerin

### Belaj
- Belaja, Anna Sergejewna (* 1987), russische Skilangläuferin
- Belajeff, Olga († 1976), russische Stummfilmschauspielerin
- Belajić, Stojan (* 1969), jugoslawischer Fußballspieler

### Belak
- Belak, Karlo (* 1991), kroatischer Fußballspieler
- Belak, Wade (1976–2011), kanadischer Eishockeyspieler
- Belaković, Nemanja (* 1997), serbischer Fußballspieler
- Belakowitsch, Dagmar (* 1968), österreichische Politikerin (FPÖ), Abgeordnete zum Nationalrat
- Belakowitsch, Erwin (* 1976), österreichischer Opern-, Operetten- und Konzertsänger (lyrischer Bariton)

### Belal
- Belal, Sarah, pakistanische Menschenrechtlerin
- Belalcázar, Sebastián de († 1551), spanischer Konquistador

### Belam
- Belam, Dave (1968–2021), britischer Skilangläufer
- Belamri, Rabah (1946–1995), algerischer Schriftsteller

### Belan
- Belan, Swjatlana (* 1975), belarussische Biathletin
- Béland, Henri Sévérin (1869–1935), kanadischer Politiker, Abgeordneter, Senator und Minister
- Béland, Jules (* 1948), kanadischer Radrennfahrer
- Bélanger, Edwin (1910–2005), kanadischer Geiger, Bratschist und Dirigent
- Bélanger, Éric (* 1977), kanadischer Eishockeyspieler und -trainer
- Bélanger, François-Joseph (1744–1818), französischer Architekt und Gartengestalter
- Belanger, Frenchy (1906–1969), kanadischer Boxer im Fliegengewicht
- Bélanger, Gérard (* 1940), kanadischer Wirtschaftswissenschaftler
- Bélanger, Guy (1928–1975), kanadischer Geistlicher, römisch-katholischer Bischof von Valleyfield
- Bélanger, Guy (* 1946), kanadischer Sänger und Dirigent
- Bélanger, Jean-Baptiste-Charles-Joseph (1790–1874), französischer angewandter Mathematiker
- Belanger, Jeff (* 1974), US-amerikanischer Schriftsteller und Paranormal-Forscher
- Bélanger, Jesse (* 1969), kanadischer Eishockeyspieler
- Bélanger, Josée (* 1986), kanadische Fußballspielerin
- Belanger, Ken (* 1974), kanadischer Eishockeyspieler
- Bélanger, Marc (* 1940), kanadischer Geiger, Bratschist, Arrangeur, Komponist und Musikpädagoge
- Bélanger, Valérien (1902–1983), kanadischer römisch-katholischer Geistlicher, Weihbischof in Montréal
- Bélanger, Yves (* 1960), kanadischer Kameramann
- Belanowitsch, Kazjaryna (* 1991), belarussische Leichtathletin
- Belanteur, Saïd (* 1927), algerischer Schriftsteller

### Belao
- Belaout, Brahim (* 1972), marokkanischer Langstreckenläufer

### Belar
- Belar, Maria (1885–1942), österreichische Physikerin
- Belarbi, Rachid (* 1964), deutsch-algerischer Fußballspieler
- Belardi, Emanuele (* 1977), italienischer Fußballtorhüter
- Belardi, Nando (* 1946), deutscher Sozialpädagoge und Hochschullehrer
- Belardi, Pol (* 1989), luxemburgischer Jazz- und Fusionmusiker (E-Bass, Komposition)
- Belarra, Ione (* 1987), spanische Psychologin, Politikerin (Podemos)Ione Belarra (* 1987)

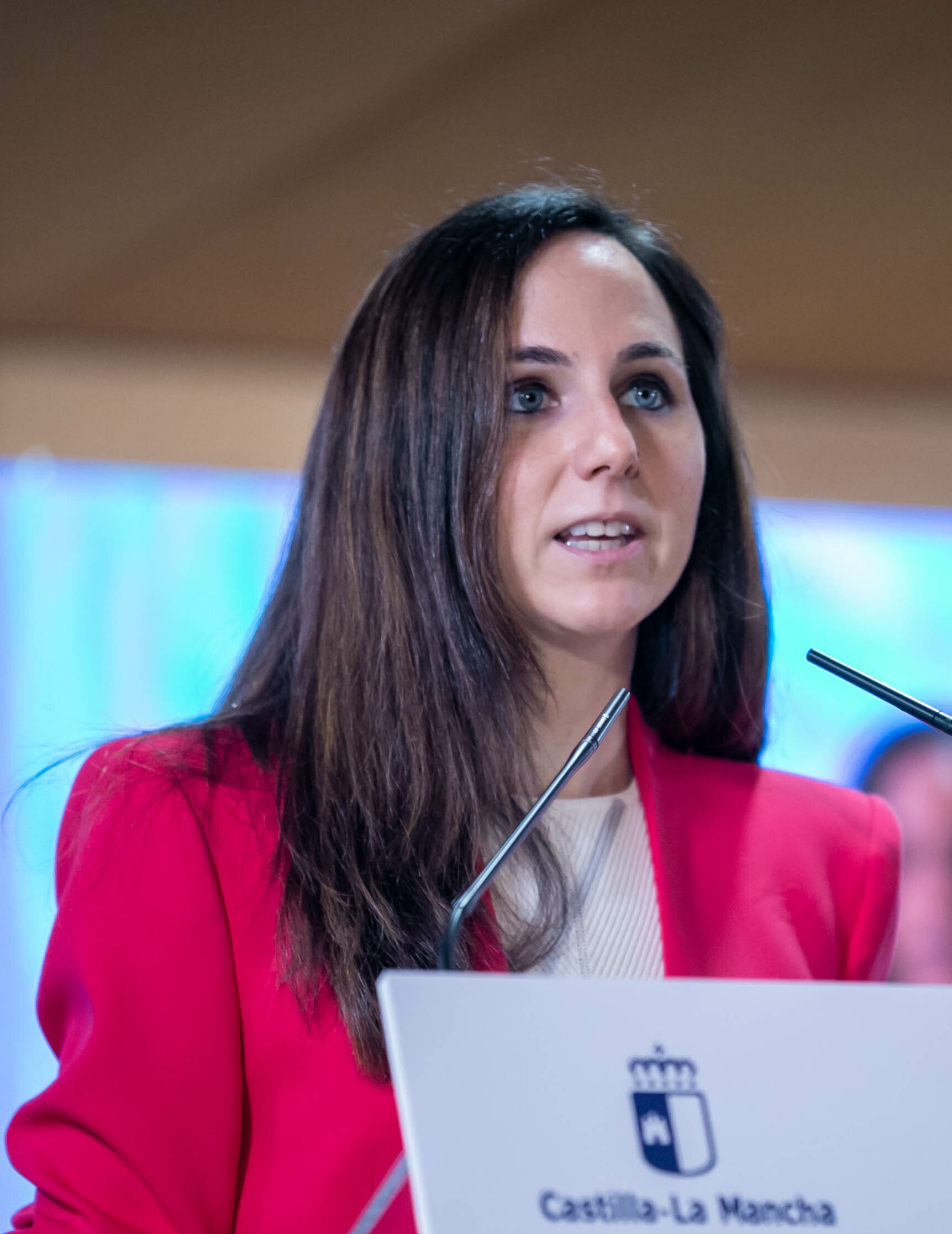
Ione Belarra (* 1987)

### Belas
- Belas, Ivica (* 1977), österreichischer Handballspieler
- Belaschowa, Jekaterina Fjodorowna (1906–1971), sowjetische Bildhauerin und Hochschullehrerin
- Belasco, David (1853–1931), US-amerikanischer Dramatiker, Regisseur, Theaterproduzent und Drehbuchautor
- Belasco, Simon (1918–1999), US-amerikanischer Fremdsprachendidaktiker, Romanist und Phonetiker
- Belasteguín, Fernando (* 1979), argentinisch-spanischer PadelspielerFernando Belasteguín (* 1979)

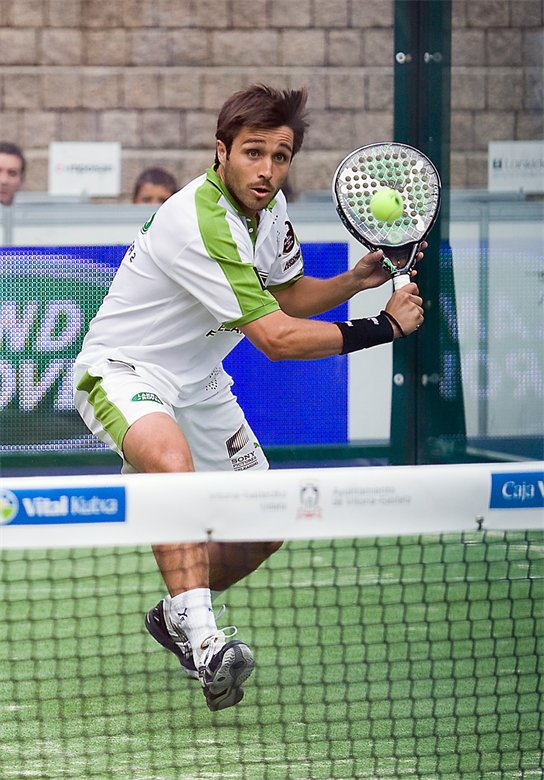
Fernando Belasteguín (* 1979)

### Belat
- Belatti, Juan Pablo (* 1979), argentinischer Fußballschiedsrichterassistent

### Belau
- Belau, Herbert (1921–1990), deutscher Bildhauer, Grafiker und Maler
- Belaubre, Frédéric (* 1980), französischer Triathlet
- Belaubre, Georges (* 1944), französischer Triathlet
- Belaúnde Terry, Fernando (1912–2002), peruanischer Politiker, Präsident Perus (1963–1968 und 1980–1985)
- Belaúnde, Víctor Andrés (1883–1966), peruanischer Diplomat und Schriftsteller
- Belaustegui, Ion (* 1979), spanischer Handballspieler
- Belaustegui, Jorge Humberto De (* 1951), argentinischer Diplomat

### Belav
- Belavkin, Viacheslav (1946–2012), russisch-britischer Mathematiker

### Belaw
- Belawenez, Sergei Wsewolodowitsch (1910–1942), sowjetischer Schachspieler
- Belawin, Alexander Abramowitsch (* 1942), russischer Physiker
- Belawzewa, Nadeschda (* 1993), ukrainische Rhythmische Sportgymnastin

### Belay
- Belay, Fabián Alberto (* 1978), argentinischer römisch-katholischer Geistlicher
- Belayneh, Fantaye (* 2000), äthiopische Mittelstreckenläuferin
- Belayneh, Tadesse (* 1966), äthiopischer Marathonläufer